# Plaza del Châtelet
La plaza del Chatêlet (en francés: Place du Châtelet) es una destacada plaza de París situada a caballo entre los distritos I y IV, a orillas del río Sena, en la entrada del Pont au Change. Es un importante nudo circulatorio por su posición céntrica en la capital, en el cruce de ejes norte-sur y este-oeste, una encrucijada de caminos de todos los transportes públicos y lugar importante de espectáculos de París.
Se encuentra en el cruce de la rue de Rivoli, la avenida Victoria y los muelles de la Mégisserie y Gesvres, en el eje este-oeste, y del bulevar de Sébastopol y el Boulevard du Palais, conectados por el Pont au Change, en el eje norte-sur.

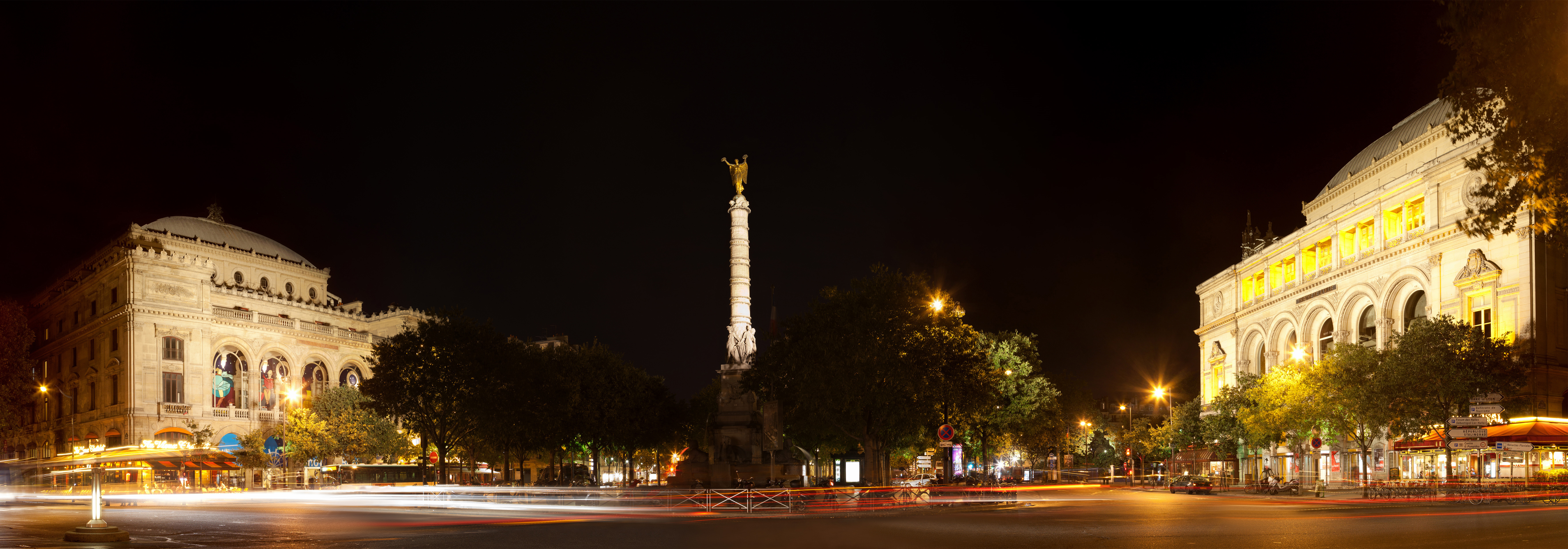
La Place du Châtelet, de izquierda a derecha: el Teatro del Châtelet, la fontaine du Palmier y el Théâtre de la Ville.

## Historia

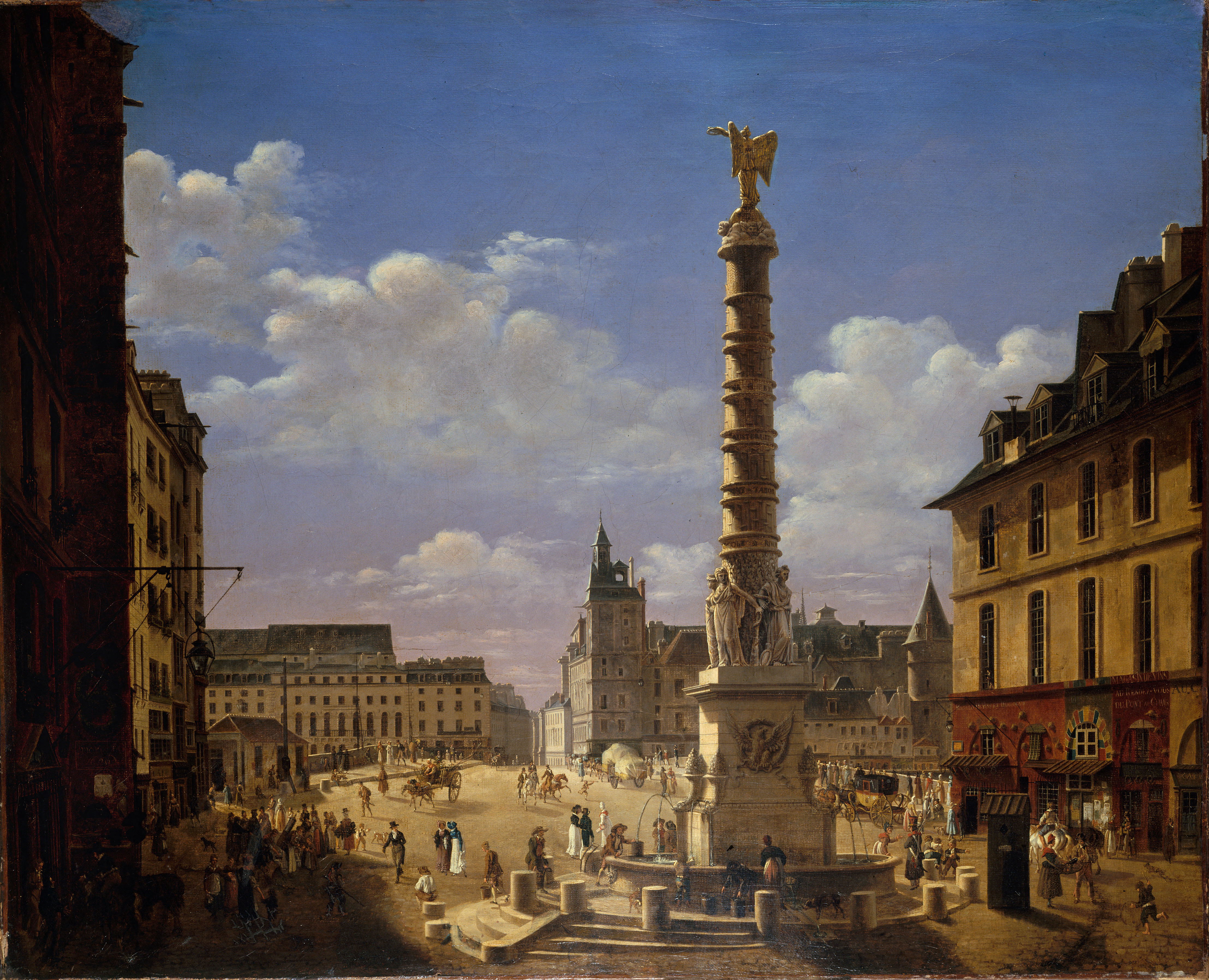
La plaza del Châtelet en 1810 (cuadro de Étienne Bouhot, musée Carnavalet).

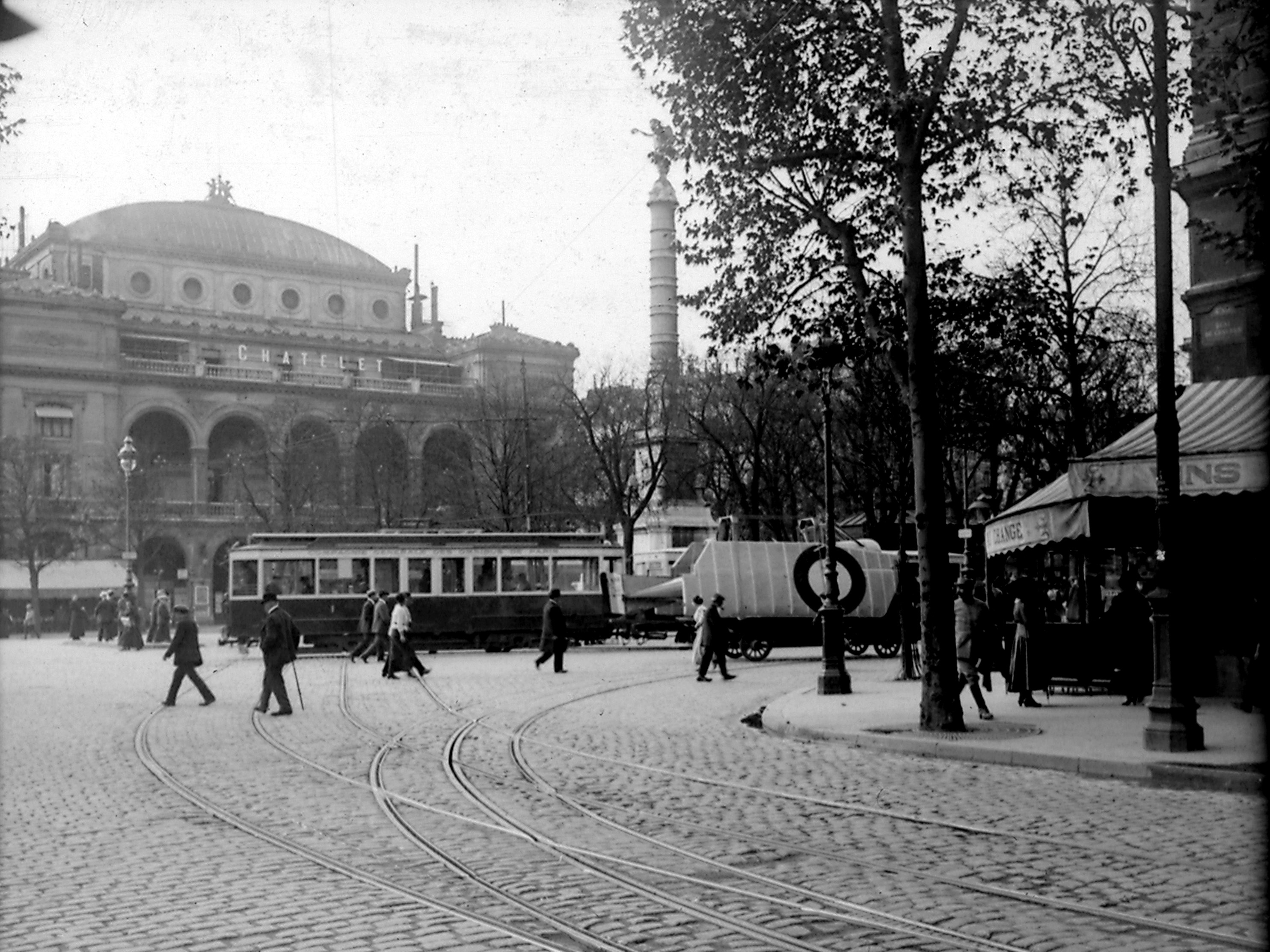
La plaza del Châtelet durante la Primera Guerra Mundial.

Fue construida en el emplazamiento del Grand Châtelet, antigua fortaleza que sirvió de prisión y de tribunal durante el Antiguo Régimen, y que fue destruida en 1808, durante el reinado de Napoleón Bonaparte.

## Lugares de interés

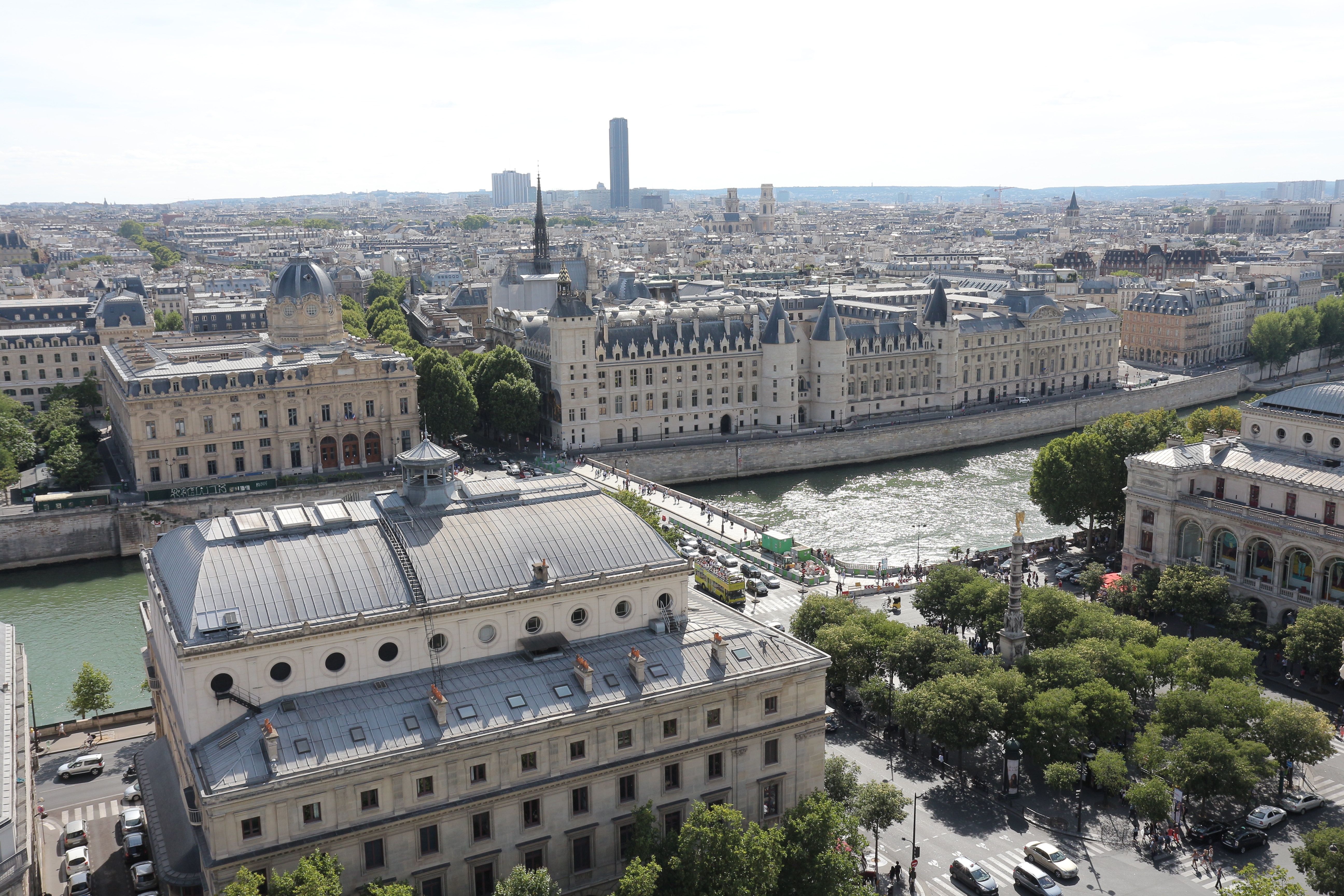
La plaza vista desde la cima de la Tour Saint-Jacques.

El centro de la plaza está reservado a los peatones. Allí se sitúa la fontaine du Palmier, una columna erigida en 1808 a la gloria de las victorias napoleónicas. En 1858 se añadió un zócalo con una fuente, que eleva la columna. La fuente, decorada de esfinges y estatuas, fue diseñada por Gabriel Davioud y restaurada por Jules Blanchard.
A uno y otro lado de la plaza, a lo largo del Sena, se sitúan dos teatros construidos por Gabriel Davioud a petición del barón Haussmann: el Teatro del Châtelet y el Théâtre de la Ville. En las cuatro esquinas de la plaza hay cuatro cervecerías, de las cuales la más renombrada es Le Zimmer, en la esquina noroeste.

## Transporte público
La Place du Châtelet tiene una estación de metro, accesible desde el centro y los lados de la plaza, la Estación de Châtelet, por la que pasan las líneas 1, 4, 7, 11 y 14.
También está conectada bajo tierra a la estación del RER Châtelet - Les Halles, por la que pasan las líneas A, B y D.
También está servida por muchas líneas de autobús: 21, 38, 47, 58, 67, 69, 70, 72, 74, 75, 76, 81, 85 y 96.

## En la cultura popular
- En la película Paris nous appartient (estrenada en 1961) de Jacques Rivette, se grabó una escena en la Place du Châtelet y el techo del théâtre de la Ville.[2]